# Мирівська волость
Мирівська волость — адміністративно-територіальна одиниця Київського повіту Київської губернії. Наприкінці ХІХ ст. волость було ліквідовано, поселення відійшли до складу Ставянської (Горохуватка, Мирівка, Янівка), Германівської (Антонівка) та Черняхівської (Казимирівка) волостей.
Станом на 1886 рік складалася з 5 поселень, 5 сільських громад. Населення — 3291 особа (1617 чоловічої статі та 1674 — жіночої), 698 дворових господарства.
|                     | Площа, десятин | У тому числі орної, дес. |
| ------------------- | -------------- | ------------------------ |
| Сільських громад    | 3896           | 3230                     |
| Приватної власності | 3501           | 3200                     |
| Казенної власності  | —              | —                        |
| Іншої власності     | 71             | 58                       |
| Загалом             | 7468           | 6488                     |

Основні поселення волості:
- Мирівка — колишнє власницьке село при безіменній річці, 1208 осіб, 250 дворів, волосне правління, православна церква, школа, 2 постоялих двори, 2 лавки, 3 кузні, вітряк, кінний млин, винокуренний завод.
- Антонівка — колишнє власницьке село при безіменній річці, 171 особа, 55 дворів, школа, постоялий двір.
- Горохуватка — колишнє власницьке село при річці Горохуватка, 715 осіб, 147 дворів, православна церква, школа, постоялий двір, 2 лавки.
- Казимирівка — колишнє власницьке село при річці Горохуватка,, 482 особи, 123 двори, школа, постоялий двір, лавка, водяний млин.
- Янівка — колишнє власницьке село при річці Горохуватка, 588 осіб, 123 двори, школа, постоялий двір, 2 лавки.